# Ministerio de la Presidencia (España)
El Ministerio de la Presidencia (MPR) fue un departamento del Gobierno de España que entre 1974 y 2023 se encargó de dar apoyo al presidente del Gobierno y a sus órganos de asistencia, a la Casa de Su Majestad el Rey, así como de las relaciones entre el Gobierno y las Cortes Generales. Era responsable, igualmente, de la coordinación de los asuntos de relevancia constitucional y del programa legislativo del Gobierno, y de los asuntos de memoria histórica y sobre libertad religiosa y de culto.
El Ministerio, creado en 1974, tuvo su sede, junto con la Presidencia del Gobierno, en el Complejo de la Moncloa. En concreto, fue el Edificio INIA, antigua sede del Instituto Nacional de Investigaciones Agrarias, el que albergó los servicios centrales del Departamento.
Estaba encabezado por el ministro de la Presidencia, un alto cargo del Gobierno que desde 1951 asistía al jefe del Ejecutivo en el ejercicio de sus funciones. En 2023 el departamento fue fusionado con el Ministerio de Justicia, dando lugar al Ministerio de la Presidencia, Justicia y Relaciones con las Cortes.

## Historia

### Antecedentes
Los antecedentes de la labor de coordinación de las distintas áreas de acción gubernamental que ejerce el Ministerio de la Presidencia se encuentran en la resolución de 30 de noviembre de 1714, que, bajo el reinado de Felipe V crea el Consejo del Reino. La instauración del Consejo de Ministros como tal se haría esperar más de cien años, al Real Decreto de 19 de noviembre de 1823, reinando Fernando VII. Es en esta época cuando se vislumbra el embrión de una función de coordinación ministerial y de Secretariado del Gobierno, con el establecimiento de un libro donde se escribirían los acuerdos del Consejo. Tal deber recaía en los propios ministros.

Pese a ello, algunos gestos anunciaban ya el futuro nacimiento de una estructura de apoyo al presidente, que derivaría en un ministerio independiente. Así, mediante Real Decreto de 30 de septiembre de 1851 se creó una Dirección General que auxiliaba al presidente del Consejo de Ministros en la gestión de los asuntos de ultramar, y la Presidencia del Consejo adquiría carácter ministerial. Se originaba igualmente, la figura del subsecretario de la Presidencia del Consejo que, sin embargo en sus orígenes no tuvo relación con las funciones de Secretariado del Gobierno hasta 1871.

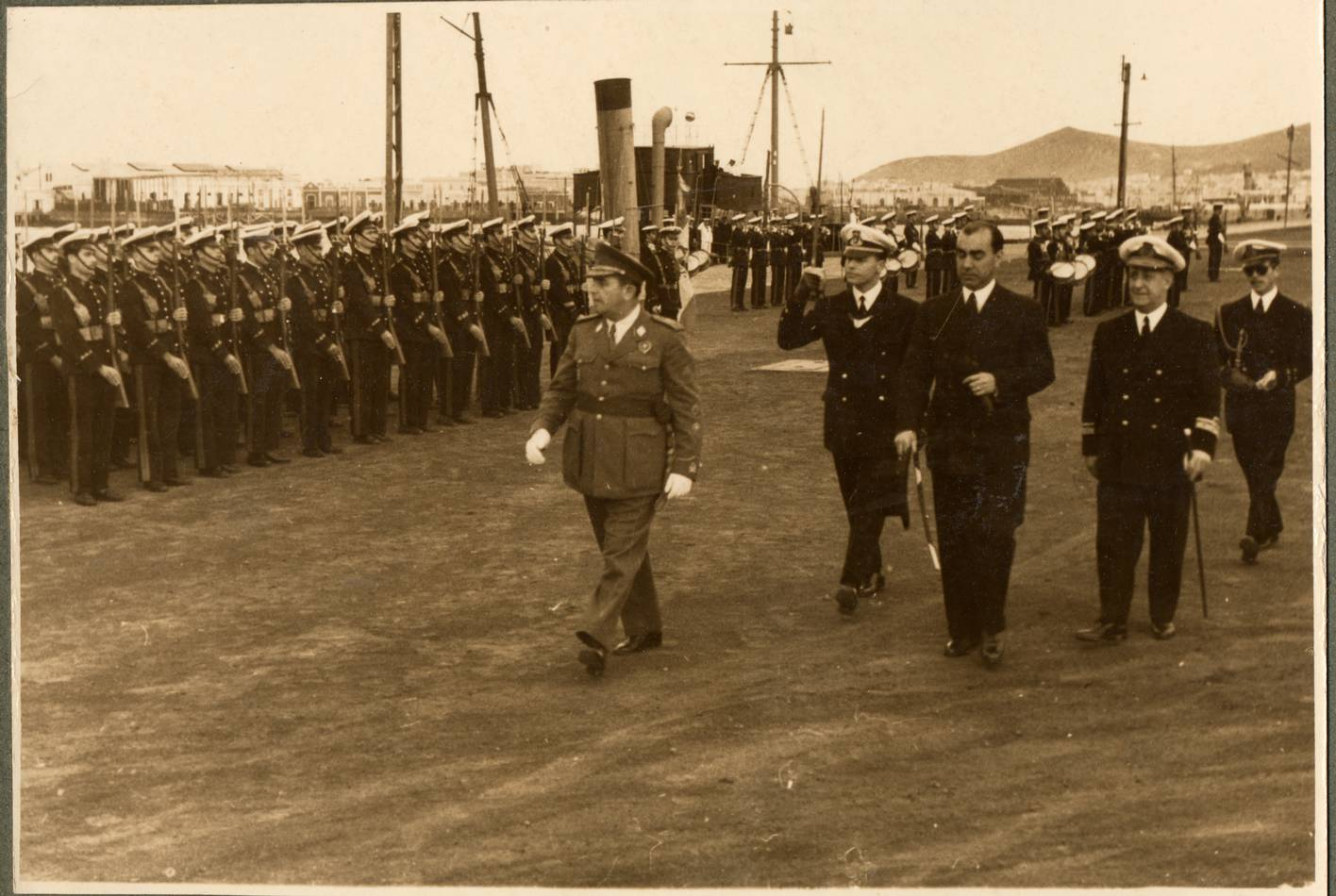
El subsecretario de la Presidencia, Luis Carrero Blanco (civil, centro), en 1947. Cuatro años más tarde sería elevado a ministro de la Presidencia.

A principios de la década de 1890, se remodelaba la estructura de la Subsecretaría de la Presidencia asignándole funciones de relación con los órganos constitucionales y en materia de nombramientos y ceses. A principios del siglo XX, sin unas funciones especialmente concretas, la Subsecretaría ejercía labores tan dispares como las derivadas de la Secretaría Técnica de Marruecos y General de Colonias y el Patronato Nacional de Turismo.
Durante la dictadura de Francisco Franco se confirmó mediante Decreto de 11 de agosto de 1939 la existencia de la Subsecretaría de la Presidencia, al mando de la cual se situó a Luis Carrero Blanco. Según la Ley de 22 de diciembre de 1948, se trataba de un «Departamento especial que tendría a su cargo los servicios de Política General y Coordinación». En 1951 se le otorgó rango de ministro.
En 1967 coincidieron por primera vez los cargos de ministro de la Presidencia (en el momento Ministro-Subsecretario) y vicepresidente del Gobierno, en este caso en la persona de Luis Carrero Blanco. Esta circunstancia se repetiría en el futuro en los casos de Alfonso Osorio (1976-1977, Vicepresidente 2º), Francisco Álvarez-Cascos (1996-2000), Mariano Rajoy (2000-2001 y 2002-2003), Javier Arenas (2003-2004, como Vicepresidente 2º), María Teresa Fernández de la Vega (2004-2010), Soraya Sáenz de Santamaría (2011-2018) y Carmen Calvo (2018-2021).

### Presidencia del Gobierno y Ministerio
Finalmente, llegamos al punto de partida de este Departamento, 1974.
En 1973 el dictador decide separar la Presidencia del Gobierno de la Jefatura del Estado, nombrando presidente del Gobierno a Luis Carrero Blanco. Por otro lado, en enero de 1974 se divide en dos el cargo de Ministro-Subsecretario de la Presidencia.
Tras estos hechos, se desdibuja la línea que separa los órganos propiamente de la Presidencia del Gobierno con los órganos del Ministerio de la Presidencia y no se clarificarán hasta 1976. En este año, el ministro de la Presidencia, Alfonso Osorio, aprueba un Real Decreto que determina qué órganos se integran en su departamento, es decir, en el Ministerio de la Presidencia, y que órganos forman parte de la Presidencia del Gobierno, respondiendo directamente ante el jefe del Ejecutivo. Esto se hizo dos meses después de que el presidente del Gobierno, Adolfo Suárez, nombrara a Carmen Díez de Rivera como directora de su gabinete, creando de facto el Gabinete de la Presidencia del Gobierno.

### Época reciente

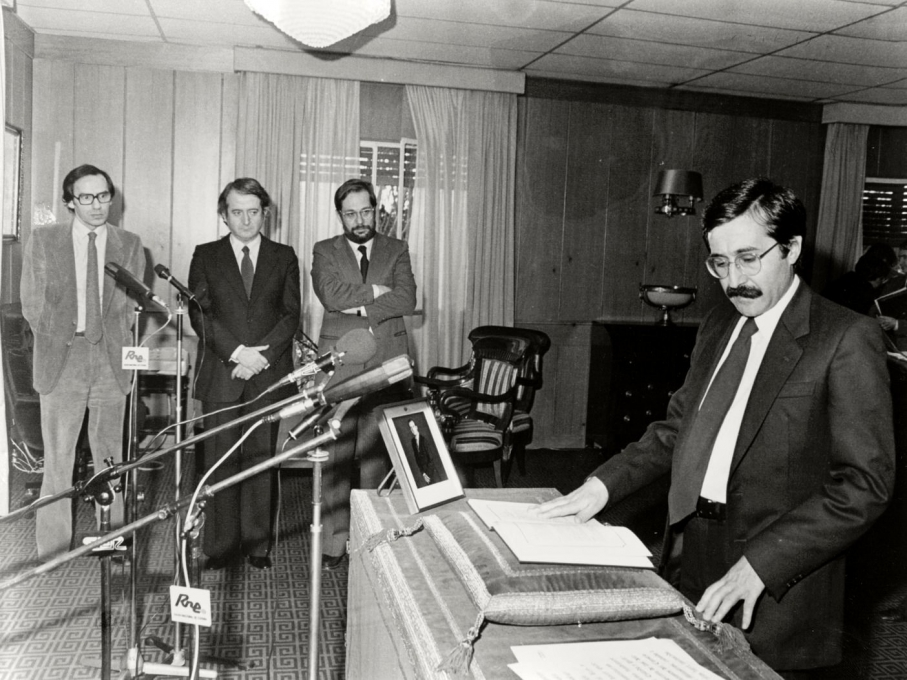
Toma de posesión de Virgilio Zapatero como ministro de Relaciones con las Cortes y de la Secretaría del Gobierno en 1986.

Consolidado el Ministerio de la Presidencia, en 1979 el Departamento adquiere competencias relativas al desarrollo legislativo de la recién aprobada Constitución española mediante una Secretaría de Estado para el Desarrollo Constitucional que será el antecedente directo de la actual Secretaría de Estado de Relaciones con las Cortes, creada en 1981.
Ese mismo año, 1979, se crea la Dirección General de Coordinación de la Administración Periférica con el fin de que la acción política y administrativa de los órganos y autoridades de la Administración General del Estado repartidas por territorio nacional estuvieran en consonancia con la política general establecida por el Gobierno de la Nación. La Dirección General se suprimió un año más tarde, y se recuperó, brevemente, de 2009 a 2010.
Como consecuencia de la alarma social provocada por el síndrome tóxico originado por consumo de aceite de colza, entre 1985 y 1986 evaluó y gestionó las ayudas económicas así como la reinserción social de los afectados hasta su traspaso al Ministerio de Trabajo. Por otra parte, con la creación del Ministerio de Administraciones Públicas en 1986, pierde las competencias en materia de Función Pública, aunque las recuperará brevemente entre 2009 y 2010. Precisamente, en 1986 el Departamento pasa a llamarse «Ministerio de Relaciones con las Cortes y de la Secretaría del Gobierno», hasta que en 1993 recupera su denominación original.
Por Real Decreto 1173/1993, de 13 de julio, la Portavocía del Gobierno queda integrada en el Ministerio de la Presidencia. En 1996 se devolvió la categoría de Secretaría de Estado al principal órgano de apoyo a la Portavocía, que ahora pasaba a llamarse Secretaría de Estado de Comunicación (histórica Secretaría de Estado para la Información). Desde entonces, los cargos de ministro de la Presidencia y portavoz del Gobierno han coincidido en las personas de Alfredo Pérez Rubalcaba (1993-1996), Mariano Rajoy Brey (2002-2003), María Teresa Fernández de la Vega (2004-2010) y Soraya Sáenz de Santamaría (2011-2016).

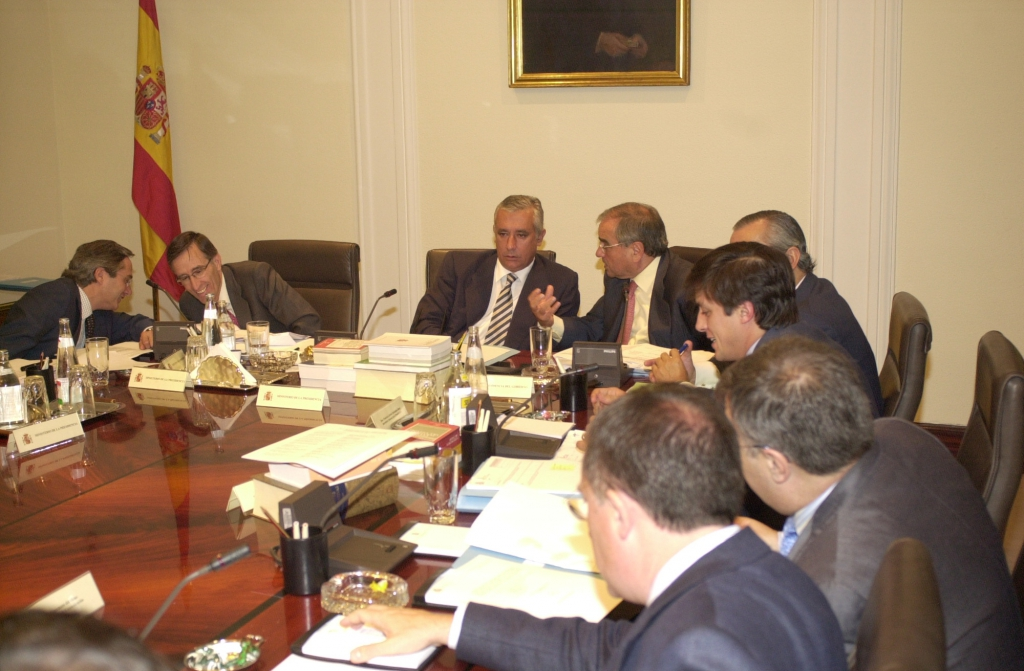
El entonces vicepresidente y ministro de la Presidencia, Javier Arenas, presidiendo una reunión de la comisión interministerial del accidente del Prestige en octubre de 2003.

De 2003 a 2004 y, de nuevo, como resultado de la alarma social provocada por otro destacado infortunio, el desastre del Prestige, existió la figura del Comisionado para las actuaciones derivadas de la catástrofe del buque «Prestige», con rango de secretario de Estado, apoyado por la Oficina del Comisionado y dependiente funcionalmente del ministro de la Presidencia. El único titular del cargo fue Rodolfo Martín Villa y, tras el cese de este en noviembre de 2003, el liderazgo del organismo lo asumió Purificación Morandeira Carreira, directora de la Oficina del Comisionado hasta su supresión en noviembre de 2004. Para reemplazar a este órgano, se incluyó en la estructura orgánica del Departamento el Centro para la Prevención y Lucha contra la Contaminación Marítima y del Litoral, con rango de Dirección General, cuyas competencias pasaron en 2008 a la Dirección General de Sostenibilidad de la Costa y del Mar del Ministerio de Medio Ambiente, y Medio Rural y Marino.
En 2008, la Secretaría de Estado de Relaciones con las Cortes amplió sus competencias a las de coordinar «los asuntos de relevancia constitucional y del programa legislativo del Gobierno», para lo que se le dotó de una nueva Dirección General de Coordinación Jurídica. Esta situación se replicó en 2020 y continua hoy en día.
En 2012, el presidente del Gobierno otorgó a su mano derecha y miembro fuerte del gabinete, la vicepresidenta y ministra de la Presidencia, Soraya Sáenz de Santamaría, el control del Centro Nacional de Inteligencia (CNI) que pasaba a depender orgánicamente del Ministerio de la Presidencia. Esta situación cesó a mediados de 2018, cuando el nuevo jefe del Ejecutivo devolvió el organismo de inteligencia al Ministerio de Defensa.

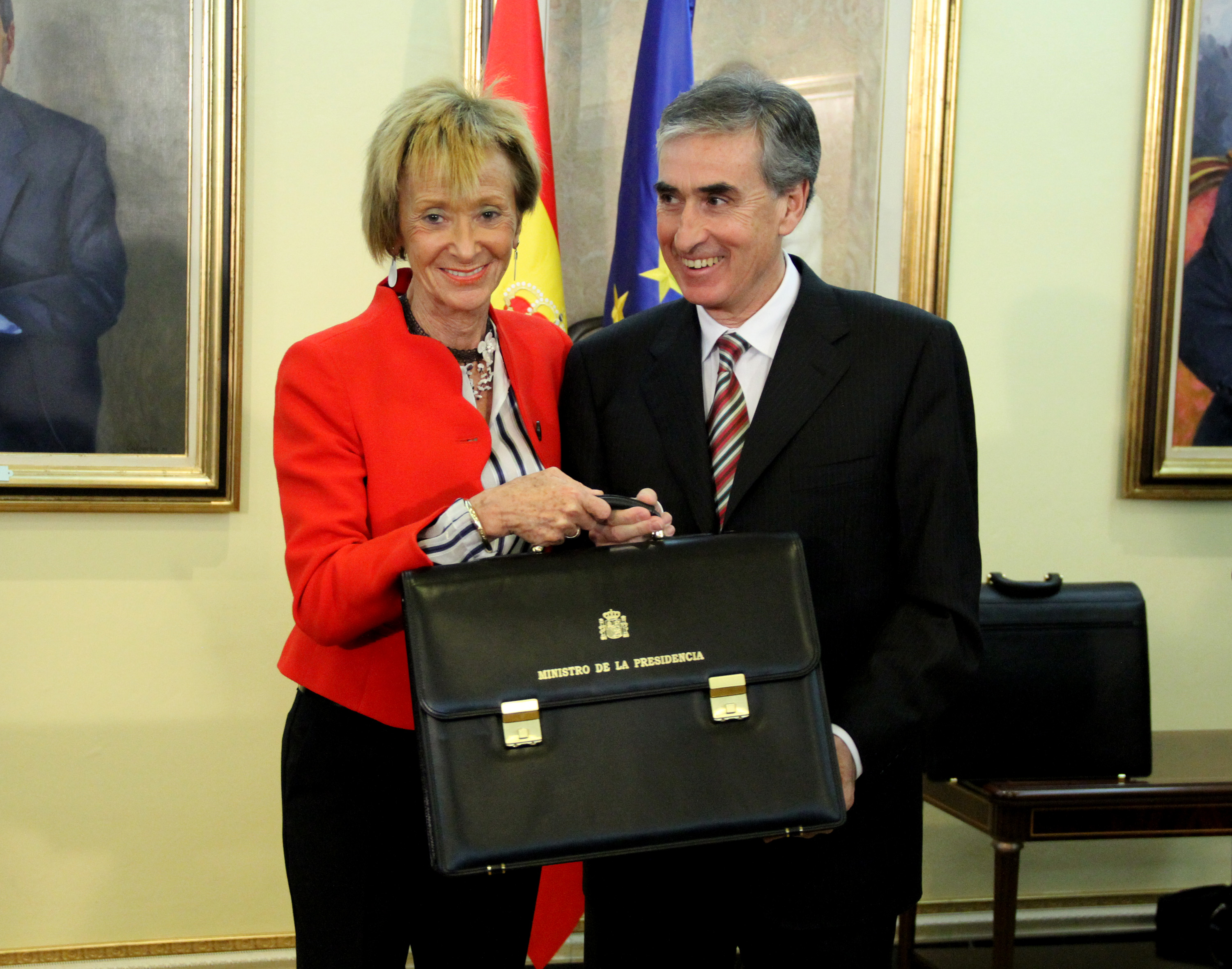
Traspaso de cartera en 2010 entre la ministra saliente, María Teresa Fernández de la Vega, y el ministro entrante, Ramón Jáuregui.

Por Acuerdo del Consejo de Ministros de 26 de octubre de 2012, se creó la Comisión para la Reforma de las Administraciones Públicas (CORA) con el objetivo de racionalizar las estructuras, procedimientos y recursos de las Administraciones Públicas. Esto implicó para el Departamento de Presidencia la creación de dos nuevos órganos; por una parte, se creó la Oficina para la ejecución de la reforma de la Administración (OPERA), que tenía como objetivo velar por el cumplimiento de los informes de la CORA; por otra, se creó la Dirección de Tecnologías de la Información y las Comunicaciones (hoy conocida como Secretaría General de Administración Digital). Esta última se transfirió en 2014 al Ministerio de Hacienda y Administraciones Públicas mientras que la OPERA se suprimió en 2016, asumiendo sus funciones la Secretaría de Estado de Función Pública del Ministerio de Hacienda y Función Pública y sus órganos directivos.
Con la reforma de 2016, además de los cambios orgánicos ya mencionados, asume las competencias de relaciones con las comunidades autónomas y las entidades que integran la Administración Local y las relativas a la organización territorial del Estado, pero pierde la Secretaría de Estado de Comunicación, que pasa a depender orgánicamente de la Presidencia del Gobierno. El Departamento pasa a denominarse «Ministerio de la Presidencia y para las Administraciones Territoriales». Además, en 2017 se le adscribe el Comisionado del Gobierno frente al Reto Demográfico, con rango de subsecretario, hasta su supresión en 2020.

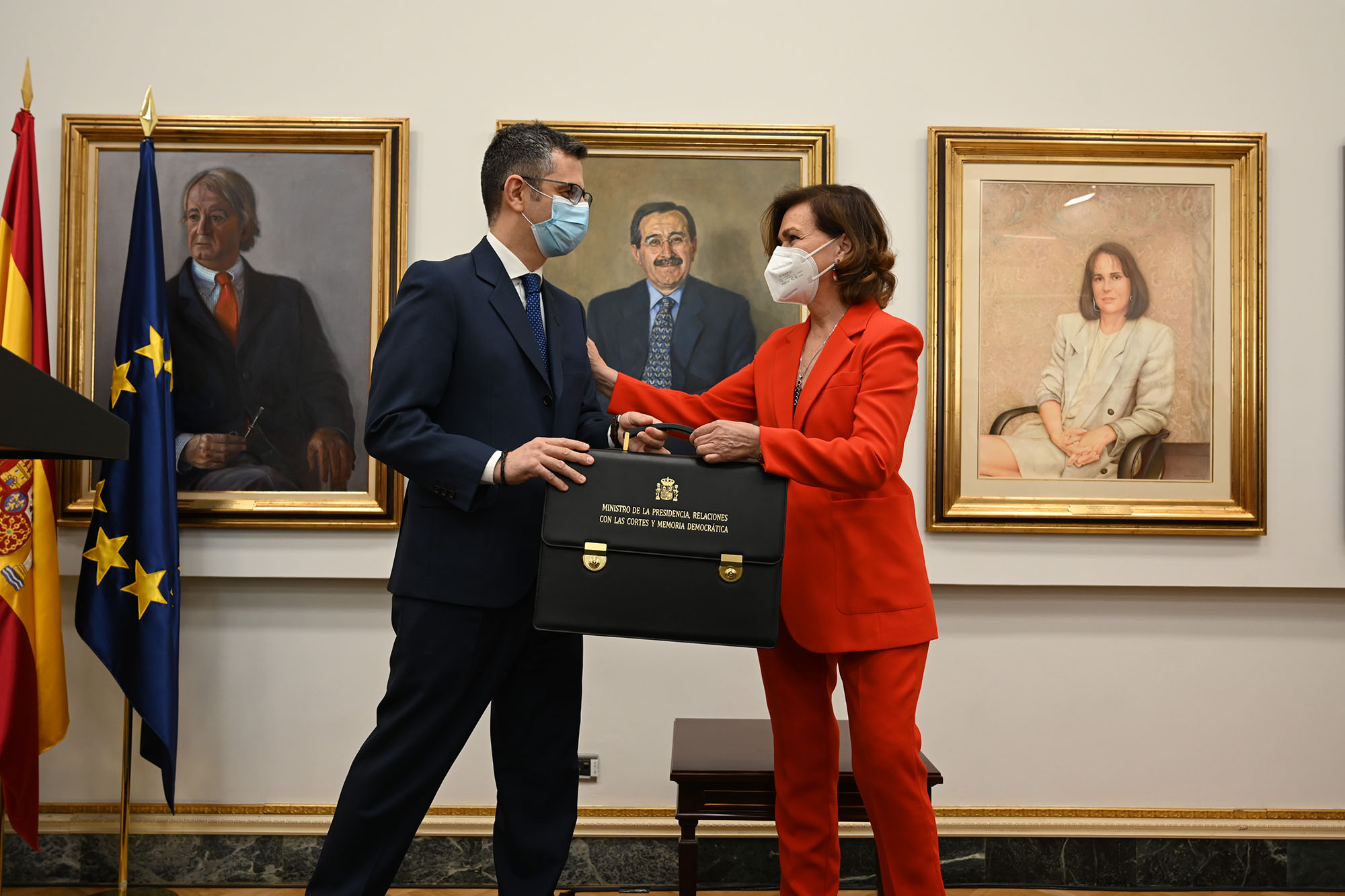
Transmisión de la cartera ministerial entre Carmen Calvo y Félix Bolaños en 2021.

Tras la moción de censura contra Mariano Rajoy y la formación del primer gobierno de Pedro Sánchez en junio de 2018, el Ministerio pierde política territorial, pero incorpora las competencias en materia de igualdad. Pasa a denominarse «Presidencia, Relaciones con las Cortes e Igualdad».
A principios de 2020, al recuperarse el Ministerio de Igualdad, éste asume dichas funciones y el Ministerio de la Presidencia adquiere las competencias que hasta ese momento tenía el Ministerio de Justicia sobre memoria histórica y relaciones con las confesiones. Entonces se denominó «Presidencia, Relaciones con las Cortes y Memoria Democrática».
En 2022 se le adscribió un órgano de nueva creación, el Comisionado especial para la Reconstrucción de la isla de La Palma, con rango de subsecretario, cuyo objetivo era coordinar los esfuerzos de las administraciones para reparar los daños y reconstruir las zonas afectadas por la erupción del volcán de Tajogaite en 2021. El secretario de Estado de Hacienda, Héctor Izquierdo, fue nombrado primer comisionado.
Tras la constitución del tercer Gobierno de Pedro Sánchez en 2023, el Departamento de Presidencia fue refundido con el Departamento de Justicia en el nuevo Ministerio de la Presidencia, Justicia y Relaciones con las Cortes.

## Estructura
El Ministerio se organizaba en:

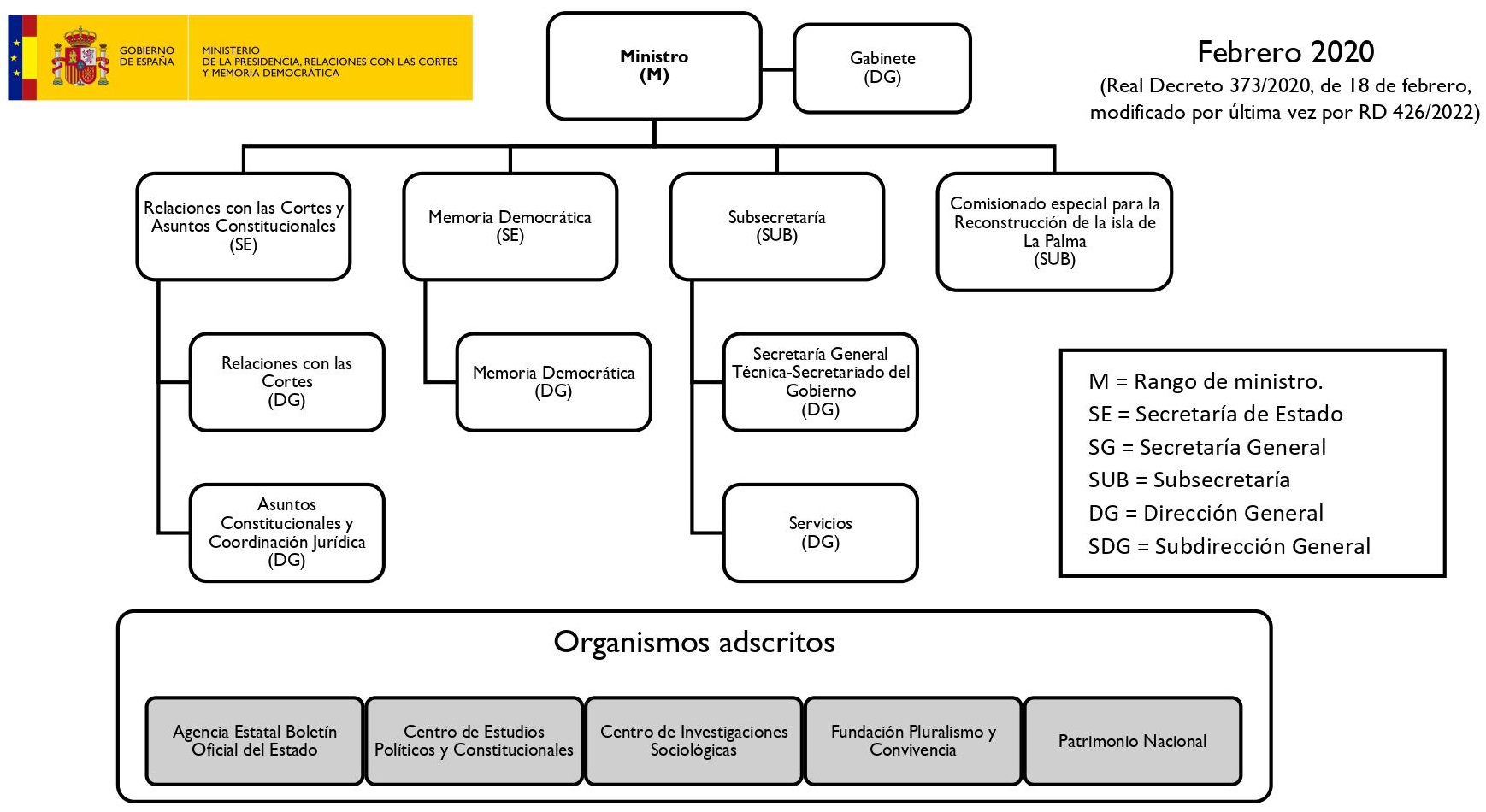
Organigrama del Ministerio (hasta dirección general). Febrero de 2020.

- La Secretaría de Estado de Relaciones con las Cortes y Asuntos Constitucionales.
  - La Dirección General de Relaciones con las Cortes.
  - La Dirección General de Asuntos Constitucionales y Coordinación Jurídica.
- La Secretaría de Estado de Memoria Democrática.
  - La Dirección General de Memoria Democrática.
- La Subsecretaría de la Presidencia, Relaciones con las Cortes y Memoria Democrática.
  - La Secretaría General Técnica-Secretariado del Gobierno.
  - La Dirección General de Servicios.
  - La Subdirección General de Libertad Religiosa.
- El Comisionado Especial del Gobierno para la Reconstrucción de la Isla de la Palma, con rango de Subsecretaría.
  - La Oficina del Comisionado Especial, con rango de Subdirección General..

Además, estaban adscritos a él:
- La Agencia Estatal Boletín Oficial del Estado (AEBOE).
- El Centro de Estudios Políticos y Constitucionales (CEPC)
- El Centro de Investigaciones Sociológicas (CIS)
- La Fundación Pluralismo y Convivencia (FPC)

El Consejo de Administración del Patrimonio Nacional dependía orgánicamente de la Presidencia del Gobierno a través del Ministerio de la Presidencia.

## Sedes
Desde que se creó en 1974, el Ministerio de la Presidencia acompañó al presidente del Gobierno y a sus órganos de asistencia más cercanos. Así, en 1974 el Ministerio, que asumió los servicios de asistencia al jefe del Gobierno, se instaló por primera vez en el Palacio de Villamejor.

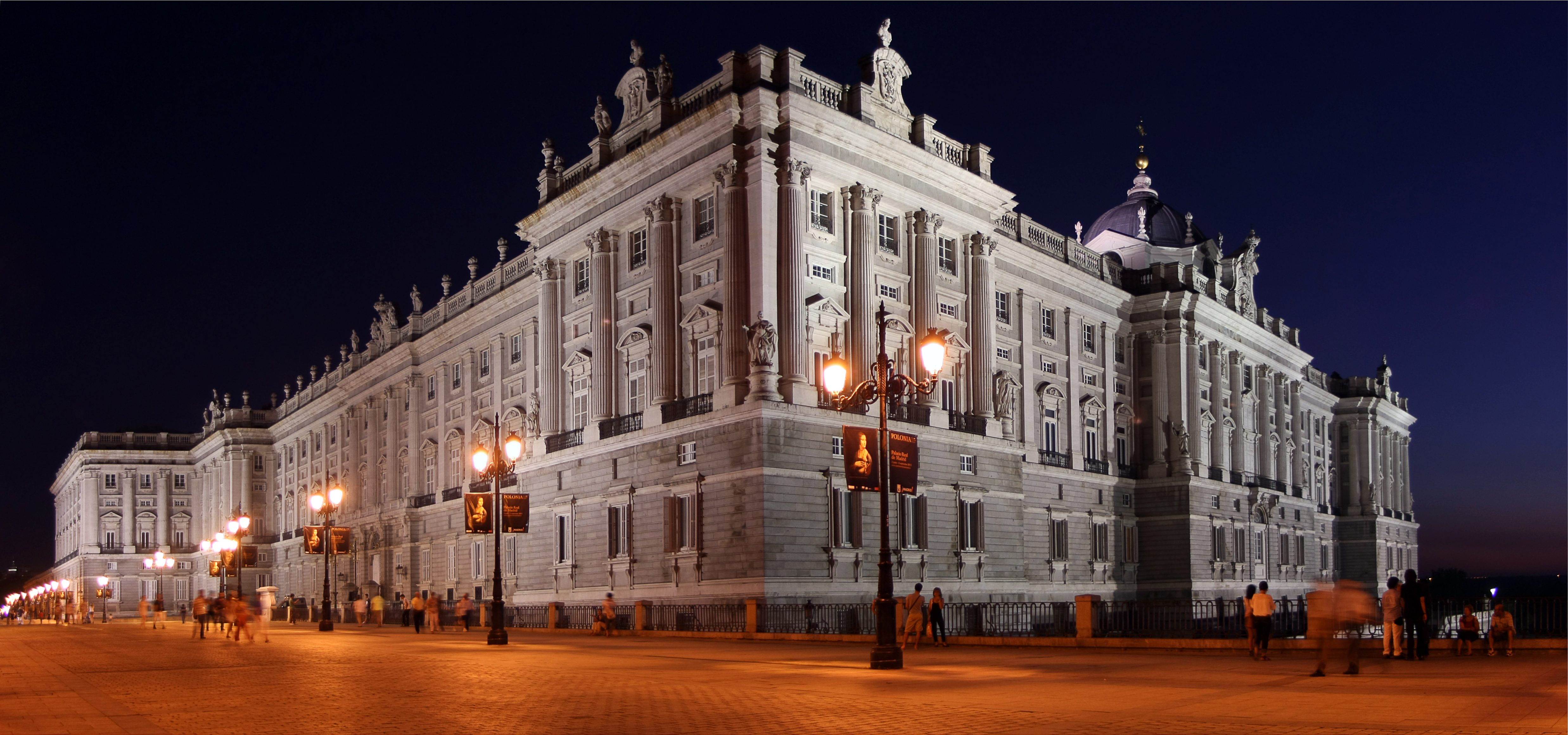
Patrimonio Nacional, adscrito a Presidencia, tiene su sede central en el Palacio de Oriente, así como delegaciones en el resto de palacios y monasterios.

Cuando en 1977 el presidente del Gobierno, Adolfo Suárez, decidió trasladar la sede de la Jefatura del Gobierno al Palacio de la Moncloa, el Ministerio de la Presidencia hizo lo propio, instalándose en un edificio de los años 1950 que antes había albergado al Instituto Nacional de Investigaciones Agrarias (hoy Instituto Nacional de Investigación y Tecnología Agraria y Alimentaria). Este edificio se conoce en la actualidad por las siglas de dicho organismo, Edificio INIA.
Además de la sede principal, los organismos del Ministerio poseen sus propias sedes:
- El Patrimonio Nacional tiene su sede principal en el Palacio Real.
- El BOE tiene su sede central en la avenida de Manoteras de Madrid. Además, posee una sede secundaria en la calle de Trafalgar de la misma ciudad, que alberga la Librería del BOE.
- El CEPC tiene su sede en el Palacio del Marqués de Grimaldi, inmueble que en la primera mitad del siglo XIX albergó a gran parte del Gobierno.
- El CIS está ubicado en el antiguo Palacio de la Lotería Nacional, edificio madrileño construido entre 1924 y 1927.

## Titulares
El titular del Ministerio de la Presidencia fue el ministro de la Presidencia, el miembro del Consejo de Ministros más cercano al presidente del Gobierno y el que le asistía en el ejercicio de sus funciones constitucionales.

## Presupuesto
Para el último año fiscal, 2023, el Ministerio de la Presidencia tuvo un presupuesto consolidado de 482 millones de euros. De estos, 284 millones eran ejecutados por los servicios centrales mientras que 198 millones eran  administrados por sus organismos adscritos.
Gran parte del presupuesto del Departamento iba dirigido a sufragar los gastos de dos importantes elementos de la Administración; 133,9 millones de euros estaban destinados a los gastos de la Presidencia del Gobierno, mientras que otros 148,7 millones se destinaban a los gastos del Consejo de Administración del Patrimonio Nacional. El resto del presupuesto sufragaba los organismos públicos de estudio, investigación y publicidad de las normas, así como aquellos gastos del resto de competencias del Ministerio (relaciones con el Parlamento y memoria democrática). Por último, cabe destacar el Programa 911Q «Apoyo a la gestión administrativa de la Jefatura del Estado», dotado con 7,8 millones, que cubría parte de los gastos del personal civil funcionario y eventual de la Casa de Su Majestad el Rey.

### Auditoría
Las cuentas del Ministerio, así como de sus organismos adscritos, eran auditadas de forma interna por la Intervención General de la Administración del Estado (IGAE), a través de una Intervención Delegada en el propio Departamento. De forma externa, era el Tribunal de Cuentas el responsable de auditar el gasto.